# Пол Етіянг
Пол Етіянг (англ. Paul Etiang; 15 серпня 1938, Тороро, протекторат Уганда — 31 грудня 2020) — угандійський дипломат і державний діяч, в.о. міністра закордонних справ Уганди (1973).

## Біографія
Закінчив коледж Бусога і коледж (згодом Університет Макерере).
З 1964 р. працював у системі МЗС Уганди:
- 1964-1965 рр. - секретар, помічник міністра закордонних справ,
- 1965-1966 рр. - третій секретар,
- 1966-1967 рр. - другий секретар посольства Уганди в СРСР,
- 1967-1968 рр. - перший секретар представництва Уганди при ООН,
- 1968 р. - перший секретар посольства у Великій Британії,
- 1969-1971 рр. - посол Уганди у Великій Британії,
- 1971 р. - Керівник протоколу і маршал дипломатичного корпусу Уганди,
- 1971-1973 рр. - постійний секретар МЗС,
- травень-жовтень 1973 р. - в.о. міністра закордонних справ Уганди,
- 1973-1974 рр. - статс-секретар МЗС,
- 1974-1976 рр. - перший заступник Міністра закордонних справ.

Потім працював на інших відповідальних посадах в уряді країни:
- 1976-1978 рр. - заступник міністра транспорту та комунікацій,
- 1978-1979 рр. - заступник міністра транспорту,
- 1988-1989 рр. - заступник міністра регіонального співробітництва,

З 1989 р. - заступник міністра торгівлі Уганди.
У 1978-1987 рр. був помічником Генерального секретаря Організації африканської єдності.